# ノベナ駅
ノベナ駅（ノベナえき、英語: Novena MRT Station）は、シンガポールの中部にある、MRT南北線の地下駅。

## 駅構造
島式1面2線のホームを持つ駅。
| A | ■南北線 | ジュロン・イースト方面     |
| B | ■南北線 | マリーナ・サウス・ピア方面 |

## 歴史
- 1987年12月12日 開業

## 駅周辺
- DON DON DONKI スクウェア 2（2019年5月8日オープン[1])
- タントックセン病院